# 入会地
入会地（いりあいち）とは、村や部落などの村落共同体（入会集団）が総有する又は共同利用が認められた土地で、薪炭・用材・肥料用の落葉を採取した山林である入会山と、まぐさや屋根を葺くカヤなどを採取した原野・川原である草刈場の2種類に大別される。
なお、日本以外の諸国においても、林野を共同利用する類似の習慣（コモンズ、ローカル・コモンズ）があるが、本項においては、日本における林野の共同利用について述べる。

## 地名
入会山は、地方により、カイト山（垣内山）、仲間山、惣山（そうやま）、モヤイ山（催合山）、総持山（そうもちやま）、込山、村山などと総有の意を示す語を含む名で呼ばれた。
草刈場は、地方により、秣場、馬草場、萱場、茅場、草場と、多くに「場」のつく名で呼ばれるものがあった。 
他の村落の入会地と区別するものとして、内山、内野、内原と、内外の「内」を冠する地名で呼ばれる場合もあった 。

## 入会権・旧慣使用権
江戸期以前の日本においては、上記の様に村落共同体において山林等の入会地を共同で利用する慣習が、近代所有権概念が継受される以前から存在していた一方で、入会地の土地の所有権の所在が曖昧な状態で、村落共同体が共同利用すると同時に藩などが管理している実態があった。1872年（明治5年）、大蔵省は土地の永代売買の許可と地券の発行を目的として「地券渡方規則」を府県に布達、土地の所有権を明確化することになったが、その際、入会地については、藩有地となるもの、地方自治体として成立した「村」の所有物（村有地）となるもの、村の有力者などの単独所有又は共有など様々な所有形態に属することとなった。しかしながら、入会地の利用習慣は引き続き継続し、入会集団が所有する場合は所有権に基づき、入会集団以外が所有する場合は一種の地役権に基づいた利用の権利（入会権）として確立した。
藩有地の多くは、その後の廃藩置県により国有地となり、国有地における入会権を認めないという一貫した政府の方針に対して、長年、入会集団との間で争いがある。また、入会地のうち村有地となったものについて、町村合併等によって、より大きな地方自治体の所有となる場合があり、旧来から利用していた入会集団の排他的権利を確保する必要が生じた。この場合、入会地を財産区として区分し、そこに旧来からの利用権（旧慣使用権）を認めるなどの措置が取られている。

## 註
1. ↑  松尾俊郎「"原"及び"野"に関する地名的考察」『駒澤地理』第9巻、駒澤大学、1973年3月、11-18頁、NAID 110007004205。